# Просоль
Просоль — деревня в городском округе город Чкаловск Нижегородской области России.

## География
Деревня находится в западной части Нижегородской области, в зоне хвойно-широколиственных лесов, на расстоянии приблизительно 24 километров (по прямой) к юго-западу от города Чкаловска, административного центра района.

### Климат
Климат характеризуется как умеренно континентальный, с коротким нежарким летом и холодной продолжительной зимой. Среднегодовая температура воздуха — 3,6 °C. Средняя температура воздуха самого холодного месяца (января) — −11,8 °C (абсолютный минимум — −40 °C); самого тёплого месяца (июля) — 18,4 °C (абсолютный максимум — 37 °С). Безморозный период длится в среднем 111 дней. Среднегодовое количество атмосферных осадков составляет 586 мм, из которых 410 мм выпадает в период с апреля по октябрь. Продолжительность залегания снежного покрова составляет в среднем 154 дня.

## Население
| 2002 | 2010 |
| ---- | ---- |
| 0    | →0   |